# اسب اسکات
اسب اسکات (نام علمی: Equus scotti) نام یک گونه از سرده اسب‌ها است.